# Saint-Dizier
Saint-Dizier je mesto in občina v severni francoski regiji Šampanja-Ardeni, podprefektura departmaja Haute-Marne. Leta 1999 je mesto imelo 30.900 prebivalcev, v aglomeraciji s sosednjo občino Ancerville iz departmaja Meuse pa šteje 38.086 prebivalcev in je največji kraj v departmaju.

## Geografija
Kraj se nahaja na severu departmaja Haute-Marne ob reki Marni in vodnem kanalu Marna-Saona. Zahodno od mesta leži največje umetno jezero v Evropi, Jezero Der-Chantecoq.

## Administracija
Saint-Dizier je sedež treh kantonov:
- Kanton Saint-Dizier-Center (del občine Saint-Dizier),
- Kanton Saint-Dizier-Jugovzhod (del občine Saint-Dizier, občini Chamouilley, Roches-sur-Marne),
- Kanton Saint-Dizier-Severovzhod (del občine Saint-Dizier, občini Bettancourt-la-Ferrée, Chancenay).

Zahodni del občine leži v Kantonu Saint-Dizier-Zahod s sedežem v Éclaron-Braucourt-Sainte-Livière. Vanj so vključene še občine Hallignicourt, Humbécourt, Laneuville-au-Pont, Moëslains, Perthes, Valcourt in Villiers-en-Lieu.
Mesto je prav tako sedež okrožja, v katerem se poleg njegovih nahajajo še kantoni Chevillon, Doulaincourt-Saucourt, Doulevant-le-Château, Joinville, Montier-en-Der, Poissons in Wassy z 78.808 prebivalci.

## Zgodovina
Leta 1544 se je Saint-Dizier po uničenju sosednjega kraja Vitry-le-Françoisa upiral vojski svetrimskega cesarja Karla V. kar 6 mesecev. Po tem dogodku naj bi prebivalce tega kraja francoski kralj Franc I. od takrat dalje imenoval kot braves gars ("pogumne dečke"). Od tod naj bi izšlo tudi sedanje ime za prebivalce tega kraja, les Bragards.
Saint-Dizier je prizorišče poslednje zmage Napoleona I. v vojaški kampanji proti pruski in ruski vojski leta 1814.